# Тодд (округ, Південна Дакота)
Шаблон:StateAbbr_ 43°11′ пн. ш. 100°44′ зх. д. / 43.18° пн. ш. 100.73° зх. д.
Округ Тодд (англ. Todd County) — округ (графство) у штаті Південна Дакота, США. Ідентифікатор округу 46121.

## Історія
Округ утворений 1909 року.

## Демографія
За даними перепису 2000 року загальне населення округу становило 9050 осіб, усе сільське. Серед мешканців округу чоловіків було 4477, а жінок — 4573. В окрузі було 2462 домогосподарства, 1917 родин, які мешкали в 2766 будинках. Середній розмір родини становив 4,09.
Віковий розподіл населення поданий у таблиці:
| Стать    | До 15 років | 15-21 | 22-29 | 30-39 | 40-49 | 50-65 | 65-85 | Понад 85 |
| -------- | ----------- | ----- | ----- | ----- | ----- | ----- | ----- | -------- |
| Чоловіки | 1724        | 610   | 445   | 535   | 511   | 424   | 216   | 12       |
| Жінки    | 1635        | 584   | 525   | 563   | 529   | 444   | 267   | 26       |

## Суміжні округи
- Меллетт — північ
- Тріпп — схід
- Черрі, Небраска — південь
- Кі-Пего, Небраска — південний схід[7]
- Беннетт — захід
- Джексон — північний захід

## Виноски
1. ↑  US Decennial Census. US Census Bureau. Процитовано 28 березня 2015.
2. ↑  Historical Census Browser. University of Virginia Library. Архів оригіналу за 11 серпня 2012. Процитовано 28 березня 2015.
3. ↑  Forstall, Richard L., ред. (27 березня 1995). Population of Counties by Decennial Census: 1900 to 1990. US Census Bureau. Процитовано 28 березня 2015.
4. ↑  Census 2000 PHC-T-4. Ranking Tables for Counties: 1990 and 2000 (PDF). US Census Bureau. 2 квітня 2001. Процитовано 28 березня 2015.
5. ↑  State & County QuickFacts. US Census Bureau. Архів оригіналу за 7 червня 2011. Процитовано 28 листопада 2013. [Архівовано 2011-06-07 у Wayback Machine.](англ.) Наведено за англійською вікіпедією.
6. ↑  American FactFinder. Бюро перепису населення США. Архів оригіналу за 26 лютого 2012. Процитовано 31 січня 2008. [Архівовано 2008-05-21 у Wayback Machine.]
7. ↑  "Find an Altitude"  Google Maps (accessed 4 February 2019)

| США | Це незавершена стаття з географії США. Ви можете допомогти проєкту, виправивши або дописавши її. |